# Edie Brickell
Edie Arlisa Brickell (Oak Cliff, Dallas, Texas, 10 de marzo de 1966) es una cantautora estadounidense. Su carrera comenzó a finales de los años 80.

## Biografía
Brickell asistió a la Southern Methodist University (Universidad Metodista del Sur) durante un año y medio antes, en 1985, una noche en un bar tomó la decisión de subir al escenario con una banda local, New Bohemians.
A finales de los ochenta, Brickell era la líder vocal del grupo de rock Edie Brickell & New Bohemians, cuyo álbum debut en 1988 Shooting Rubberbands at the Stars fue un éxito tanto para la crítica musical como para la industria. El álbum siguiente de la banda, Ghost of a Dog (1990), no fue tan exitoso. La banda fue más conocida por su éxito de 1988 "What I Am". Como artista en solitario, Brickell lanzó su álbum Picture Perfect Morning (1994) y Volcano (2003). En 2006 se reunió con algunos miembros de la banda original de New Bohemians y realizaron el álbum Stranger Things.
Edie Brickell tuvo un pequeño papel como cantante folk en la película de 1989, Nacido el 4 de julio de Oliver Stone. Su versión del tema de Bob Dylan "A Hard Rain's a-Gonna Fall" aparece en la banda sonora de la película. Muchos usuarios de ordenadores la conocerán del video "Good Times" el cual fue incluido como parte de ejemplos multimedia del CD de instalación del Windows 95.

## Discografía
- It's Like This (1986)
- Shooting Rubberbands at the Stars (1988) US #4, 2x platino
- Ghost of a Dog (1990)
- Picture Perfect Morning (1994)
- The Live Montauk Sessions (2000)
- The Ultimate Collection (2002)
- Volcano (2003)
- Stranger Things (2016)
- Love Has Come for You    (2013) Steve Martin (música) y Edie Brickell (letras)

### Otras contribuciones
- Microsoft Windows 95 (1995) - Video "Good Times"
- WFUV: City Folk Live VII (2004) - "Take a Walk"